# Prorektor
Prorektor je funkce označující zástupce rektora, používána je na vysokých školách. Prorektory jmenuje a případně odvolává rektor, jsou mu přímo odpovědní a zastupují ho v přesně stanovených oblastech. Na většině českých univerzit existuje např. prorektor pro studijní záležitosti, prorektor pro vědu atp.
Při akademických obřadech přísluší prorektorovi slavnostní oslovení honorabilis (ctihodný), v případech, kdy při obřadu zastupuje rektora pak Vaše Magnificence (Vaše vznešenosti).